# 古永材
古永材（？—？），四川人，中国共产党早期人物。

## 生平
早年加入信义互助储蓄会。1937年5月，经廖寒非介绍，加入中国共产党。1938年3月13日，古永材说服时任第六行政督察专员公署专员冷寅东主持成立的国际反侵略运动大会中国分会四川省宜宾区会。它吸收了党、政、军、民、机关、法团、学校、宗教界、文化界和知名人士参加，冷寅东兼任会长，古永材任秘书长。办公室设在《金岷日报》社楼，之后发表书面宣言，号召大家“为团结同胞，反对侵略”。